# Gilfershausen
Gilfershausen ist ein Stadtteil von Bebra im osthessischen Landkreis Hersfeld-Rotenburg.

## Geographie
Der Stadtteil Gilfershausen liegt ca. 4 km nordöstlich der Kernstadt Bebra im Solzbachtal, einem Teil des Richelsdorfer Gebirges. Der Ort ist von den Erhebungen Ziegenberg (333 m), Mühlberg (338 m) und dem Schoßberg (365 m) umgeben.

## Geschichte

### Ortsgeschichte

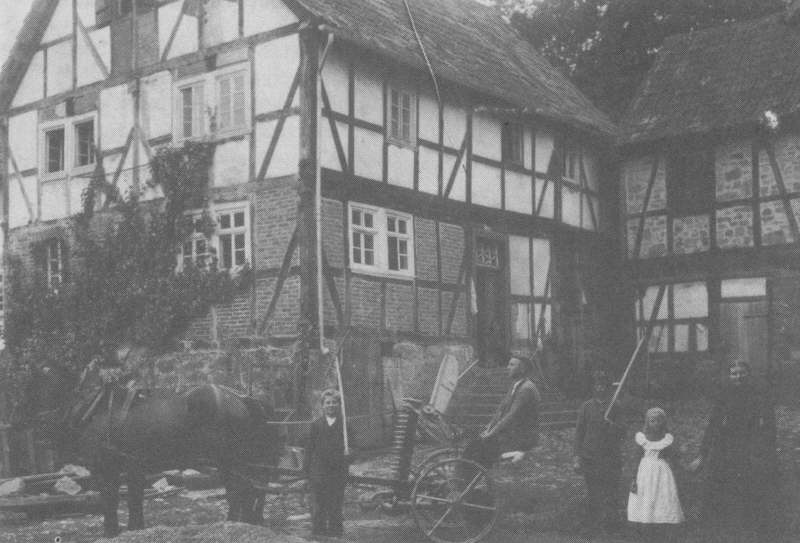
Gilfershäuser Bauernhof im Jahre 1907

Gilfershausen älteste bekannte urkundliche Erwähnung erfolgte im Jahre 1239 als Gilvershusen durch das Kloster Hersfeld:

„Heinrich, Probst von St. Nikolaus, Reimfrid, Pfarrer von St. Georg bei Eisenach, Siegrid, Pfarrer von St. Marien bei Eisenach, Mainzer Diözese, delegierte Richter des Mainzer Stuhles, entscheiden, dass die Kapelle in Gilvershusen zur Pfarrei Iba gehöre, und sprechen die genannte Kapelle dem Ritter Boto von Gilvershusen ab, da dieser zwar behauptet hatte, er habe die genannte Kapelle von Abt Ludwig von Hersfeld zu Lehen, der Abt jedoch habe nachweisen können, dass der Ritter die Kapelle nicht zu Lehen habe.“

In den folgenden Jahren wechselte der Ortsname in schriftlichen Zeugnissen beständig, so waren Gilvershusen und Gylfershusen gebräuchlich, bis es dann dem Rotenburger Salbuch zufolge zu Gilwershausen wurde, was der heutigen Schreibweise am ehesten entspricht. Der Ort war gemäß der ersten urkundlichen Erwähnung eine Untergliederung der Pfarrei Iba. Von 1278 an war Gilfershausen unabhängig vom Ibaer Kirchspiel. Mit der Reformation um das Jahr 1569 wurde das örtliche Kirchspiel jedoch wieder an den östlichen Nachbarn angeschlossen. Nach 417-jähriger Zugehörigkeit wurde Gilfershausen 1986 in das Kirchspiel Solz integriert.
Hessische Gebietsreform (1970–1977)
Im Zuge der Gebietsreform in Hessen wurde die bis dahin selbständige Gemeinde Gilfershausen zum 31. Dezember 1971 zusammen mit weiteren Gemeinden auf freiwilliger Basis in die Stadt Bebra eingegliedert. Für Gilfershausen und die weiteren eingegliedertem Gemeinden von Bebra wurde je ein Ortsbezirk gebildet.

### Verwaltungsgeschichte im Überblick
Die folgende Liste zeigt die Staaten und Verwaltungseinheiten, denen Gilfershausen angehört(e):
- vor 1567: Heiliges Römisches Reich, Landgrafschaft Hessen, Amt Rotenburg
- ab 1567: Heiliges Römisches Reich, Landgrafschaft Hessen-Kassel, Amt Rotenburg
  - 1627–1834: Landgrafschaft Hessen-Rotenburg (sogenannte Rotenburger Quart), teilsouveränes Fürstentum unter reichsrechtlicher Oberhoheit der Landgrafschaft Hessen-Kassel bzw. des Kurfürstentums Hessen
- ab 1806: Landgrafschaft Hessen-Kassel, Rotenburger Quart, Amt Rotenburg
- 1807–1813: Königreich Westphalen, Departement der Werra, Distrikt Hersfeld, Kanton Bebra
- ab 1815: Kurfürstentum Hessen, Rotenburger Quart, Amt Rotenburg[9]
- ab 1821: Kurfürstentum Hessen, Provinz Niederhessen, Kreis Rotenburg[10][Anm. 2]
- ab 1848: Kurfürstentum Hessen, Bezirk Hersfeld
- ab 1851: Kurfürstentum Hessen, Provinz Niederhessen, Kreis Rotenburg
- ab 1867: Königreich Preußen, Provinz Hessen-Nassau, Regierungsbezirk Kassel, Kreis Rotenburg
- ab 1871: Deutsches Reich, Königreich Preußen, Provinz Hessen-Nassau, Regierungsbezirk Kassel, Kreis Rotenburg
- ab 1918: Deutsches Reich, Freistaat Preußen, Provinz Hessen-Nassau, Regierungsbezirk Kassel, Kreis Rotenburg
- ab 1944: Deutsches Reich, Freistaat Preußen, Provinz Kurhessen, Landkreis Rotenburg
- ab 1945: Deutsches Reich, Amerikanische Besatzungszone, Groß-Hessen, Regierungsbezirk Kassel, Landkreis Rotenburg
- ab 1946: Deutsches Reich, Amerikanische Besatzungszone, Hessen, Regierungsbezirk Kassel, Landkreis Rotenburg
- ab 1949: Bundesrepublik Deutschland, Hessen, Regierungsbezirk Kassel, Landkreis Rotenburg
- ab 1972: Bundesrepublik Deutschland, Hessen, Regierungsbezirk Kassel, Landkreis Hersfeld-Rotenburg, Stadt Bebra

## Bevölkerung

### Einwohnerstruktur 2011
Nach den Erhebungen des Zensus 2011 lebten am Stichtag dem 9. Mai 2011 in Gilfershausen 348 Einwohner. Darunter waren 3 (0,9 %) Ausländer.
Nach dem Lebensalter waren 45 Einwohner unter 18 Jahren, 132 zwischen 18 und 49, 84 zwischen 50 und 64 und 84 Einwohner waren älter. Die Einwohner lebten in 147 Haushalten. Davon waren 39 Singlehaushalte, 44 Paare ohne Kinder und 48 Paare mit Kindern, sowie 12 Alleinerziehende und 3 Wohngemeinschaften. In 33 Haushalten lebten ausschließlich Senioren und in 81 Haushaltungen lebten keine Senioren.

### Einwohnerentwicklung
- 1538: 95 Einwohner[4]
- 1627: 90 Einwohner[4]
- 1639: 09 Einwohner[4]
- 1747: 205 Einwohner[4]

| Gilfershausen: Einwohnerzahlen von 1834 bis 2018 | Gilfershausen: Einwohnerzahlen von 1834 bis 2018 | Gilfershausen: Einwohnerzahlen von 1834 bis 2018 | Gilfershausen: Einwohnerzahlen von 1834 bis 2018 | Gilfershausen: Einwohnerzahlen von 1834 bis 2018 |
| --- | ------------------------------------------------ | ------------------------------------------------ | ------------------------------------------------ | ------------------------------------------------ |
| Jahr |                                                  |                                                  |                                                  | Einwohner                                        |
| 1834 | 1834                                             |                                                  | 313                                              | 313                                              |
| 1840 | 1840                                             |                                                  | 315                                              | 315                                              |
| 1846 | 1846                                             |                                                  | 349                                              | 349                                              |
| 1852 | 1852                                             |                                                  | 345                                              | 345                                              |
| 1858 | 1858                                             |                                                  | 312                                              | 312                                              |
| 1864 | 1864                                             |                                                  | 304                                              | 304                                              |
| 1871 | 1871                                             |                                                  | 269                                              | 269                                              |
| 1875 | 1875                                             |                                                  | 289                                              | 289                                              |
| 1885 | 1885                                             |                                                  | 304                                              | 304                                              |
| 1895 | 1895                                             |                                                  | 291                                              | 291                                              |
| 1905 | 1905                                             |                                                  | 322                                              | 322                                              |
| 1910 | 1910                                             |                                                  | 330                                              | 330                                              |
| 1925 | 1925                                             |                                                  | 373                                              | 373                                              |
| 1939 | 1939                                             |                                                  | 369                                              | 369                                              |
| 1946 | 1946                                             |                                                  | 537                                              | 537                                              |
| 1950 | 1950                                             |                                                  | 494                                              | 494                                              |
| 1956 | 1956                                             |                                                  | 458                                              | 458                                              |
| 1961 | 1961                                             |                                                  | 435                                              | 435                                              |
| 1967 | 1967                                             |                                                  | 406                                              | 406                                              |
| 1970 | 1970                                             |                                                  | 416                                              | 416                                              |
| 1980 | 1980                                             |                                                  | ?                                                | ?                                                |
| 1989 | 1989                                             |                                                  | 422                                              | 422                                              |
| 2000 | 2000                                             |                                                  | ?                                                | ?                                                |
| 2011 | 2011                                             |                                                  | 348                                              | 348                                              |
| 2018 | 2018                                             |                                                  | 376                                              | 376                                              |
| Datenquelle: Historisches Gemeindeverzeichnis für Hessen: Die Bevölkerung der Gemeinden 1834 bis 1967. Wiesbaden: Hessisches Statistisches Landesamt, 1968. Weitere Quellen: LAGIS; Stadt Bebra; Zensus 2011 |                                                  |                                                  |                                                  |                                                  |

Die sehr niedrige Einwohnerzahl von 1639 ist durch den Dreißigjährigen Krieg zu erklären. Auch Gilfershausen blieb durch die Kämpfe nicht verschont, so lebten 1639 im Ort nur noch 6 Männer und 3 Frauen. Nach dem Zweiten Weltkrieg ließen sich 95 Heimatvertriebene nieder, welche in den Folgejahren den Ort jedoch größtenteils wieder verließen.

### Historische Religionszugehörigkeit
| • 1885: | 291 evangelische (= 95,72 %), 6 katholische (= 1,97 %), 7 andere Christen (= 2,30 %) |
| • 1961: | 415 evangelische (= 95,40 %), 20 katholische (= 4,60 %) Einwohner                    |

## Politik
Für Gilfershausen besteht ein Ortsbezirk (Gebiete der ehemaligen Gemeinde Gilfershausen) mit Ortsbeirat und Ortsvorsteher nach der Hessischen Gemeindeordnung.
Der Ortsbeirat besteht aus sieben Mitgliedern. Bei den Kommunalwahlen in Hessen 2021 betrug die Wahlbeteiligung zum Ortsbeirat 71,79 %. Alle Kandidaten gehörten der „Freien Wählergemeinschaft Gilfershausen“ an. Der Ortsbeirat wählte Klaus-Dieter Holzhauer zum Ortsvorsteher.

## Kultur und Sehenswürdigkeiten

### Kirche

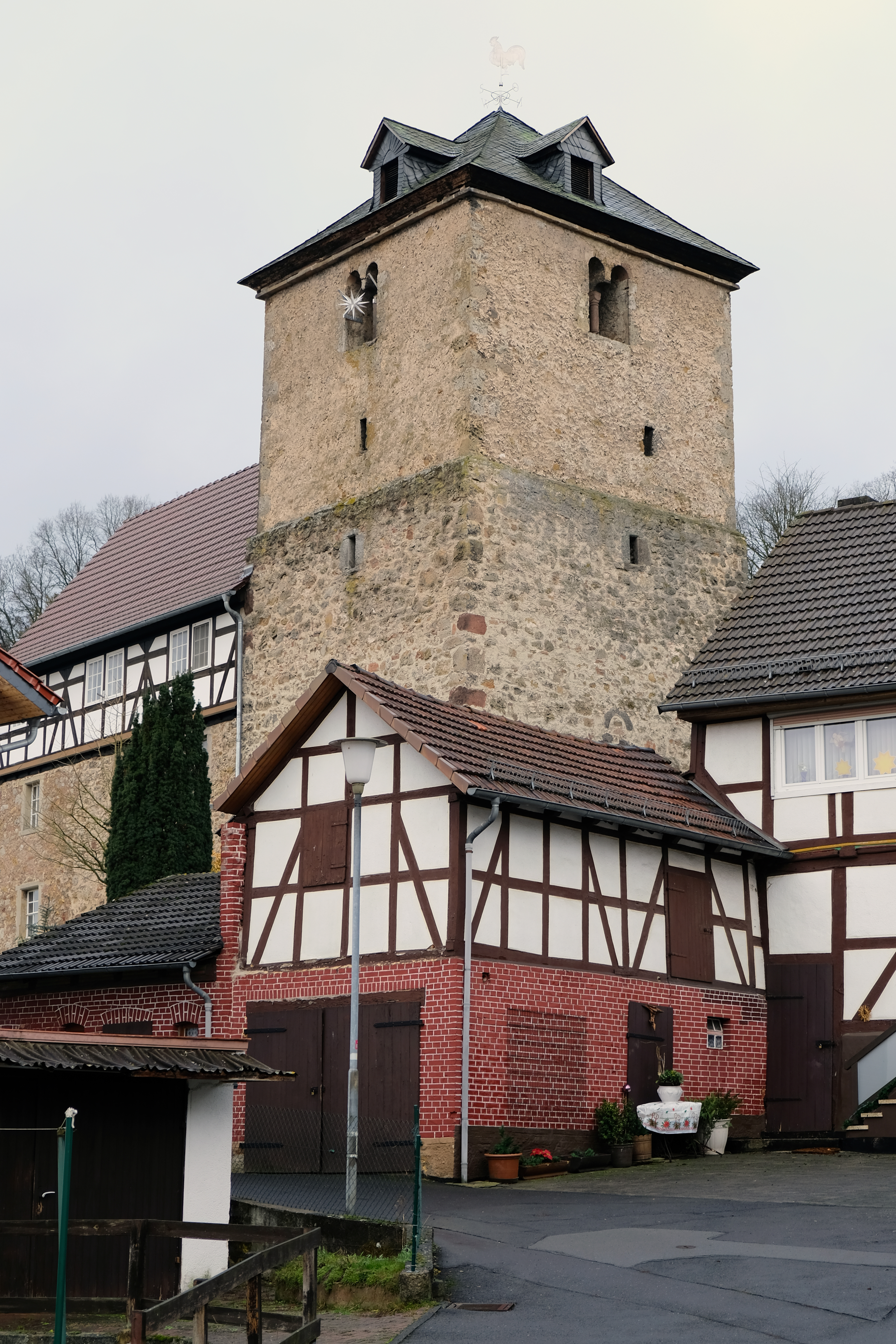
Die Gilfershäuser Kirche

Die Gilfershäuser Kirche bildet mit ihrem massiven Turmbau und ihrer exponierten Lage den Mittelpunkt des Dorfes. Der Unterbau des Turmes und ein Großteil des Kirchenschiffes entstammen der Romanik. Der Turmoberbau wurde um 1250 errichtet. Im Stile der Gotik wurde schließlich das Kirchenschiff vollendet. Zu Anfang des 17. Jahrhunderts wurde die Kirche um einen hölzernen Turmaufsatz erweitert und der Chor ausgebaut. Den Innenraum der Kirche ziert kunstvoll bemaltes Schnitzwerk. Die Emporen wurden nach 1721 mit zahlreichen Bildern bemalt, die die beiden evangelischen Sakramente und die evangelische Rechtfertigungslehre thematisieren.
Eine der beiden älteren Kirchenglocken musste als Rohmaterial für die Kriegsproduktion des Ersten Weltkrieges 1917 abgegeben werden und wurde eingeschmolzen. Nach dem Ende des Zweiten Weltkrieges musste die Kirche für mehrere Jahre gesperrt werden, da die morsche Decke einbrach. Der Neueröffnung im Jahr 1949 gingen umfangreiche Renovierungsarbeiten voraus.

### Vereine
Das Gilfershäuser Vereinsleben ist von einer Vielzahl von Vereinen geprägt, in denen insgesamt etwa 630 Mitglieder organisiert sind. Als ältester noch existierender Verein gilt der Gesangsverein Liedertafel 1887, Dach einer Vielzahl von Chören vom gemischten Chor, Kinder- und Jugendchören bis -zu A-capella-Erwachsenenchören.
Der mitgliederstärkste Verein ist der FC Gilfershausen von 1964. Der Fußballclub trägt seit Mitte der 1960er Jahre seine Spiele am Sportplatz in Gilfershausen aus und war von 1992 bis 2011 in einer Spielgemeinschaft mit Vereinen aus den Orten Asmushausen und Braunhausen organisiert. Seit 2011 spielt der FC Gilfershausen in einer um den 1. FV Bebra erweiterten Spielgemeinschaft als FSG Bebra in der Kreisoberliga.
Neben dem Fußball gibt es zwei weitere Sportvereine. In der Straße "Am Bühl" ist der Bühler Boccia-Club beheimatet und angrenzend an den Sportplatz der Rasenkraftsportverein Bebra.
In unmittelbarer Nähe des Dorfgemeinschaftshauses steht das Feuerwehrhaus der Freiwilligen Feuerwehr. Ebenfalls im Dorfgemeinschaftshaus beherbergt ist der Schützenverein der Kyffhäuser-Kameradschaft Gilfershausen von 1905.
Die Gilfershäuser Vereine bilden, mit Ausnahme des Rasenkraftsportvereins, den Arbeitskreis der Gilfershäuser Vereine.

### Dolles Dorf 2004

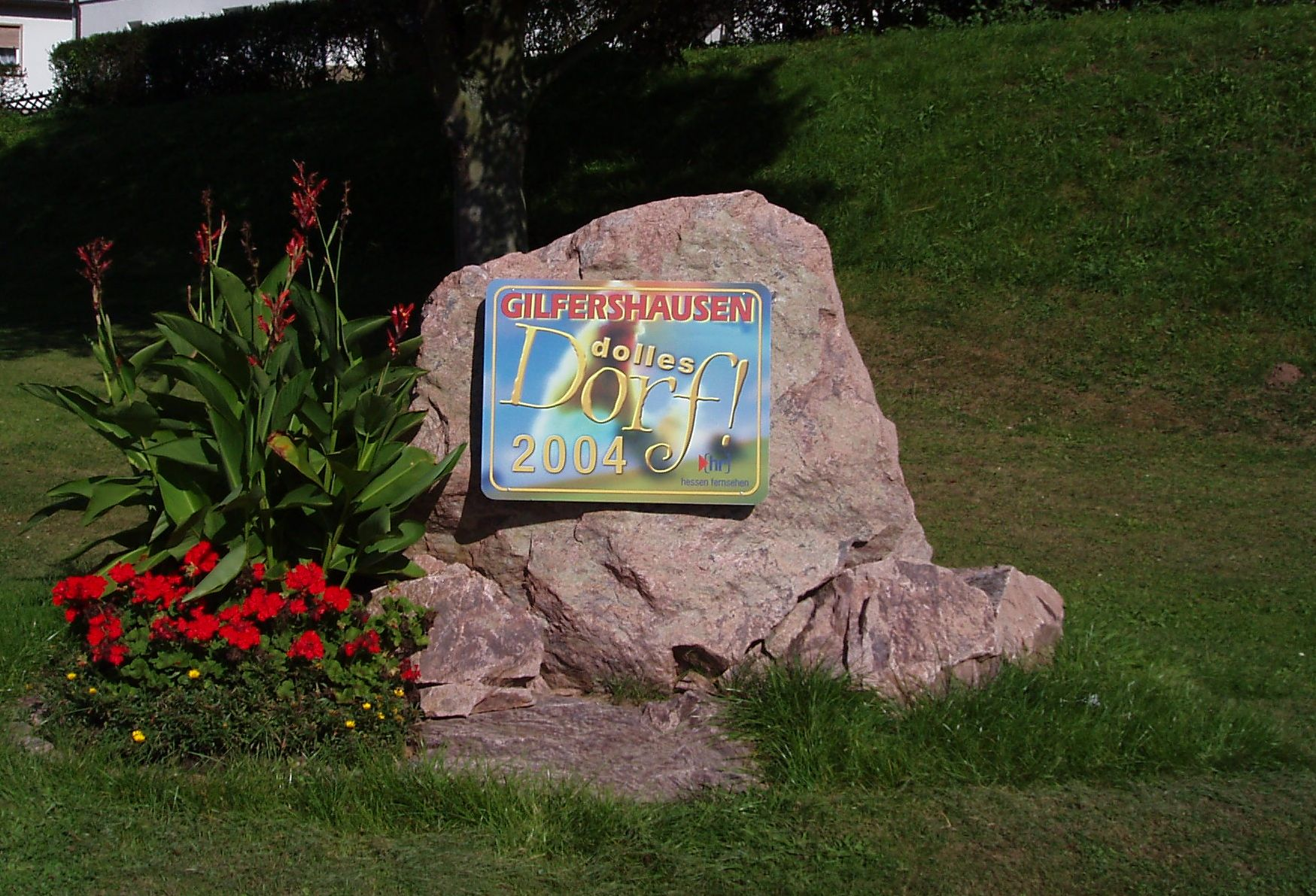
Erinnerungstafel „Dolles Dorf 2004“ am Ortseingang

Im Jahr 2004 erlangte Gilfershausen überregionale Aufmerksamkeit, indem es am Wettkampf Dolles Dorf des Hessischen Rundfunks teilnahm und gewann. Über einen längeren Zeitraum wurde sowohl im Rundfunk als auch im Fernsehen über verschiedene hessische Dörfer berichtet. In mehreren Entscheidungsrunden wurde, durch Telefonabstimmungen der Zuschauer, ein Tagessieger ermittelt, der in die nächste Runde aufrückte. Die Teilnehmer rekrutierten sich aus den Dörfern, die im Rahmen der Hessenschau unter dem Motto Aufbruch in den Alltag ausgelost und dokumentiert wurden. Im Finale, das anlässlich des Hessentages in Heppenheim stattfand, wurde der Sieger durch sportliche Aufgaben und Quizfragen ermittelt. Zudem floss die Meinung der Zuschauer mittels Telefonabstimmung in das Endergebnis ein.